# Folgóre da San Gimignano
Folgóre da San Gimignano, pseudoniem van Giacomo di Michele of Jacopo di Michele (San Gimignano, 1270 – 1332), was een Italiaans dichter  uit de hoge middeleeuwen.

## Leven
Zijn naam zou afgeleid zijn van het Italiaanse fulgore (schittering, glans) en is onder andere te vinden in een document uit Siena uit 1295. Andere bronnen maken melding van zijn overlijden in 1332. Men weet weinig van zijn leven, behalve dat hij gevochten heeft als infanterist en later cavalerist voor zijn geboortestad of "commune" (Italiaanse lokale bestuurseenheid in de middeleeuwen, vergelijkbaar met gemeente en ommelanden).

## Werk
Aan hem worden 32 sonnetten toegeschreven, geschreven tussen 1308 en 1316, die in de traditie staan van de Provençaalse lyriek. Het meest bekend zijn de sonnettenkransen gewijd aan de dagen van de week en die aan de maanden van het jaar. Van deze laatste sonnetten bestaat een integrale vertaling door Dolf Verspoor in zijn boek Romaanse sonnetten. Hierin wordt een nostalgisch beeld bij elke maand opgeroepen, waarbij het goede leven (lekker eten en drinken, het beminnen van de vrouwen, het gezellig bij elkaar zitten) een belangrijke rol in nemen.
Daarnaast zijn er enkele fragmenten overgeleverd van een sonnettenreeks over de deugden waar een ridder niet zonder kan en nog enkele politiek getinte sonnetten die betrekking hebben op de toenmalige strijd tussen Ghibellijnen en Welfen (zie ook Dante Alighieri). De strekking van de sonnetten is anti-Ghibellijns.

## Voorbeeld
Een voorbeeld uit de Maanden van het jaar:
| I' doto voi, nel mese di gennaio, corte con fuoci di salette accese, camer' e letta d'ogni bello arnese, lenzuoi di seta e copertoi di vaio, tregèa, confetti e mescere a razzaio, vestiti di doagio e di rascese: e'n questo modo star a le difese, muova scirocco, garbino e rovaio. Uscir di fuor alcuna volta il giorno, gittando de la neve belle e bianca a le donzelle che staran da torno, e quando fosse la compagna stanca, a questa corte facciasi ritorno e si ripose la brigata franca. | Voor Januari zijn u toebedacht zalen met knappend vuur in open schouwen en slaapvertrekken met hun toegevouwen lakens van zijde onder eekhorenvacht. Confijt en kruidwijn en de warme dracht van wollen weefselen uit Henegouwen: zo kunt gij u de winter toevertrouwen als storm uit noord en west huilt door de nacht. En overdag de witte sneeuw instuiven, sneeuwballen met meisjes jong en fris die lachend om uw woning staan de wuiven, en naargelang van de vermoeienis met heel de vriendenschaar weer méé aanschuiven rondom de haard waar het goed rusten is. |